# Экономика Санкт-Петербурга
Экономика Санкт-Петербурга — по итогам 2014
- 4-я — по объёму валового регионального продукта (ВРП) — 2,652 трлн руб.;
- 7-я — по ВРП на душу населения — 513 782 руб./чел.

Основными видами экономической деятельности по доле в валовом региональном продукте за 2014 год являются:
- оптовая и розничная торговля, ремонт автотранспортных средств, мотоциклов, бытовых изделий и предметов личного пользования — 21,5 %;
- обрабатывающие производства — 19,9 %;
- операции с недвижимым имуществом, аренды и предоставление услуг — 19,3 %;
- транспорт и связь — 11,8 %;
- здравоохранение и предоставление социальных услуг — 6 %;
- строительство — 5,1 %.

Доли в валовом региональном продукте остальных видов деятельности не превысили 5 % каждая в 2014 г.
С 2015 года в Санкт-Петербурге действует закон № 396-75 «О стратегическом планировании в Санкт-Петербурге», поддерживающий идеи Стратегии экономического и социального развития Санкт-Петербурга до 2030 года.
Согласно исследованию консалтингового агентства Numbeo, в котором сравнивались стоимость аренды жилья и продуктов, цены в ресторанах и покупательская способность населения, по итогам первой половины 2021 года Санкт-Петербург оказался на 445-м месте в рейтинге самых дорогих для проживания городов мира. В 2022 году он занял 279-е место, обогнав Москву, занявшую 287-е место.
Санкт-Петербург имеет несколько международных рейтингов (отозваны в 2022 году):
| Источник рейтинга | Вид рейтинга                                                        | Значение рейтинга | Прогноз    | Дата актуальности |
| ----------------- | ------------------------------------------------------------------- | ----------------- | ---------- | ----------------- |
| Fitch Ratings     | долгосрочный кредитный по международной шкале в иностранной валюте  | BBB-              | Стабильный | 28.10.2016        |
| Fitch Ratings     | долгосрочный кредитный по международной шкале в национальной валюте | BBB-              | Стабильный | 28.10.2016        |
| Fitch Ratings     | краткосрочный по международной шкале в иностранной валюте           | F3                | Стабильный | 28.10.2016        |
| Moody`s           | долгосрочный кредитный по международной шкале                       | Ва1               | Стабильный | 20.02.2017        |

## Промышленность
Основа промышленности Санкт-Петербурга — тяжёлая индустрия, в том числе энергетическое машиностроение. В городе работают такие гиганты машиностроения как Кировский завод, Ленинградский металлический завод, «Электросила», Завод турбинных лопаток (все три предприятия входят в компанию «Силовые машины»), НПО ЦКТИ им. Ползунова, входящее в ОАО «Группа Е4», Ижорские заводы (Колпино, компания «ОМЗ»), Ленинградский электромашиностроительный завод, Невский завод, «Компрессор» и др. 

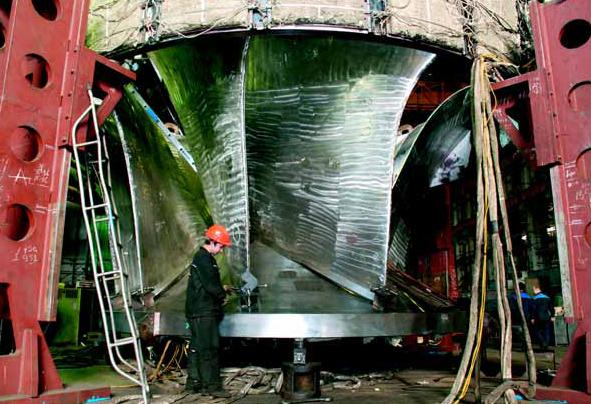
Рабочее колесо Богучанской ГЭС, в цехе Ленинградского металлического завода

Развита чёрная (Ижорский трубный завод компании «Северсталь») и цветная металлургия (завод «Красный выборжец»), химическая, лёгкая, полиграфическая промышленность (холдинг «Ленполиграфмаш»).
Развито транспортное машиностроение: «Вагонмаш» (выпускает вагоны метро), сборочный автобусный завод «Скания-Питер». Действуют автомобильные заводы компаний «Форд», Toyota, General Motors, Nissan и Hyundai, а также предприятия, выпускающие автокомпоненты.
В сфере военного и гражданского судостроения и судоремонта работают заводы «Северная верфь», Балтийский завод, Адмиралтейские верфи, Канонерский судоремонтный завод, Невский судостроительный завод, Судостроительная фирма «АЛМАЗ», Кронштадтский морской завод.
-, приборостроение, производство оптики (ЛОМО), электроприборов (Ленинградский электромеханический завод) и электронной техники, производство электрооборудования среднего и низкого напряжения.
ВПК: многие предприятия специализируются на выпуске вооружений (в частности, Северный завод и др.); значительный объём промышленного производства формируется предприятиями отрасли производства вооружений.
Численность работников промышленных предприятий (на 2018 год) составила 346,9 тыс. человек.
Объём выпуска промышленности города составил (на 2005 год) 353 млрд руб. (на 4,2 % выше показателей предыдущего года), хотя доля промышленности в ВРП Санкт-Петербурга падает — в 2006 году объём промышленного производства в городе сократился по сравнению с 2005 годом на 7 %.

### Пищевая промышленность
Санкт-Петербург является крупнейшим центром российского пивоварения — пять пивоваренных заводов города производят почти пятую часть всего пива в России, причем представлены предприятия всех основных игроков российского рынка этого напитка. Здесь же располагается штаб-квартира крупнейшей российской пивоваренной компании «Балтика» (один из основных плательщиков в городской бюджет).
В городе находится ряд других пищевых предприятий: мясокомбинаты, предприятия по производству кондитерских изделий, рыбной продукции, завод минеральных и газированных вод «Полюстрово», ряд других пищевых предприятий (Петмол, Самсон и многие другие). 
Также в городе находятся заводы компаний «Coca-Cola», «Pepsi», производящие безалкогольные напитки, завод компании «Wrigley» и др.
В числе крупнейших петербургских производителей диетической продукции — «ЛинФас», «Петродиет» и др.

## Инфраструктурные предприятия
Компании, обслуживающие хозяйство города: 
| Предприятие                | Отрасль                         | Услуги                                           | Год основания | Количество сотрудников |
| -------------------------- | ------------------------------- | ------------------------------------------------ | ------------- | ---------------------- |
| Водоканал Санкт-Петербурга | водоснабжения и канализирования | Водоснабжение и водоотведение                    | 1858          | 8000                   |
| Ленэнерго                  | электроснабжение                | Электроэнергия                                   | 1886          | *                      |
| Горэлектротранс            | транспорт                       | Наземный электротранспорт (трамвай, троллейбус)  | 1907          | *                      |
| Пассажиравтотранс          | транспорт                       | Пассажирские автобусные перевозки                | 1926          | *                      |
| ТЭК СПб                    | теплоснабжение                  | Теплоэнергия                                     | 1938          | *                      |
| Петербургский метрополитен | транспорт                       | Подземный пассажирский железнодорожный транспорт | 1955          | *                      |

### Энергетика
По состоянию на начало 2021 года, на территории Санкт-Петербурга эксплуатировались 15 тепловых электростанций общей мощностью 4532,8 МВт. В 2020 году они произвели 20 064 млн кВт·ч электроэнергии.

## Транспорт
Санкт-Петербург является важным транспортным узлом России. В городе есть аэропорт, морской и речной порты, метрополитен, автобусный, троллейбусный и трамвайный транспорт.

## Телекоммуникации
Телефонное сообщение появилось в Санкт-Петербурге 1 июля 1882 года, в первый год было подключено 338 абонентов (в Москве в 1882 году было 224 абонента). В 1913 году в петербургской сети было уже 53496 абонентов (в Москве 53678). Телефонную связь предоставляет монополист Северо-Западный Телеком, а также альтернативные операторы.
В городе действует пять операторов сотовой связи. Среди них операторы «большой тройки» МТС, Мегафон, Билайн, а также T2 и его CDMA-оператор Скай Линк. C 2008 года в городе развивается 4G оператор Yota (мобильный WiMax).
Хорошо развит проводной доступ в Интернет, из крупнейших провайдеров выделяются Ростелеком, InterZet, ТКТ, Билайн, Прометей, ОБИТ, WestCall и другие. Всего в городе действует более 110-ти провайдеров для физических лиц и примерно столько же для юридических. Телекоммуникационный сектор экономики Санкт-Петербурга считается одним из самых конкурентных в России, может сравниться разве что с московским рынком.

### Газеты
- «Петербургский дневник»
- «Metro»[13]
- «Вечерний Петербург»
- «Деловой Петербург»
- «Новая газета в Петербурге»[14]
- «Невское время»
- «Комсомольская правда Петербург»
- «Смена»
- «Утро Петербурга»
- «Петербургский Телезритель»
- «Телевидение. Радио»
- «Панорама ТВ»
- «Телесемь»
- «Город 812»
- «МК в Питере»

### Интернет-СМИ
- «Бумага»
- «Фонтанка»

### Телевидение
Телевизионное вещание в Ленинграде было начато в 1938 году. Сегодня в Санкт-Петербурге доступны более 100 эфирных, кабельных и спутниковых телеканалов, из которых 20 — осуществляют эфирное вещание в стандарте DVB-T2, 19 — аналоговое вещание, 14 — в стандарте HDTV.

### Радиостанции
| FM       | Название                                              |
| -------- | ----------------------------------------------------- |
| 87,5     | Дорожное радио                                        |
| 88,0     | Ретро FM                                              |
| 88,4     | Авторадио                                             |
| 88,9     | Юмор FM                                               |
| 89,3     | Вести FM                                              |
| 89,7     | Радио Зенит                                           |
| 90,1     | Радио Эрмитаж                                         |
| 90,6     | Радио для двоих                                       |
| 91,1     | Новое Радио                                           |
| 91,5     | Эхо Москвы                                            |
| 92,9     | IZ.RU                                                 |
| 95,0     | Радио NRJ                                             |
| 95,5     | Спорт FM                                              |
| 95,9     | Comedy Radio                                          |
| 97,0     | Радио Дача                                            |
| 98,6     | Royalradio                                            |
| 99,0     | Радио России — Санкт-Петербург                        |
| 100,5    | Европа Плюс                                           |
| 100,9    | Питер FM                                              |
| 101,4    | Эльдорадио                                            |
| 102,0    | Страна FM                                             |
| 102,4    | Radio Metro                                           |
| 102,8    | Радио Maximum                                         |
| 103,4    | DFM                                                   |
| 103,7    | Детское радио                                         |
| 104,0    | Наше Радио                                            |
| 104,4    | Радио Шансон                                          |
| 104,8    | Радио Балтика                                         |
| 105,3    | Love Radio                                            |
| 105,9    | Радио Monte Carlo                                     |
| 106,3    | Radio Record                                          |
| 107,0    | Радио Маяк                                            |
| 107,4    | Бизнес FM                                             |
| 107,8    | Русское Радио                                         |
| УКВ      | Название                                              |
| 66.30    | Радио России — Санкт-Петербург                        |
| 69.47    | Радио Петербург                                       |
| 71.66    | Радио Орфей                                           |
| 73.10    | Радио Град Петров                                     |
| СВ       | Название                                              |
| 684 кГц  | Радонеж                                               |
| 828 кГц  | Радиогазета Слово Православное радио Санкт-Петербурга |
| 1053 кГц | Радио Мария                                           |

### Хронология
- 1824 год — построена первая линия проводного телеграфа между Петербургом и Шлиссельбургом.
- 1852 год — Петербург и Москву связала линия электрического телеграфа.
- 1882 год — появление телефонной связи в Санкт-Петербурге, на конец года подключено 338 абонентов.
- 1927 год — в квартирах горожан установлены первые точки «Росстройрадио», массовое вещание в Ленинграде начинается с 1928 года.
- 1927 год — установлен первый таксофон[15].
- 1939 год — в Ленинграде началось регулярное телевещание. Во время войны Ленинградский телецентр был эвакуирован, в 1947 году возобновил свою работу.
- 1960 год — начало цветного телевещания. Первые серийные телевизоры «Рубин-401» появятся в СССР только в 1967 году.
- 1962 год — построена городская телебашня, обеспечивающая качественное эфирное телевещание.
- 1972 год — Запущена система фиксированной связи «Алтай», абоненты которой получили городские номера[16].
- 1976 год — перевод телефонных абонентов на семизначную нумерацию. За одну ночь телефоны Ленинграда получили новые номера.
- 1978 год — Для системы правительственной связи «Алтай» построена радиовышка, которая обеспечила абонентов устойчивой связью в пределах города и ближайших пригородов[16].
- 1991 год — первый сотовый оператор «Дельта Телеком» (Скай Линк) радиовышки «Алтай» запустил сеть в стандарте NMT 450i. Первый звонок по мобильному телефону в Санкт-Петербурге сделал мэр города Анатолий Собчак[17].
- 1993 год — появление пейджинговых компаний. Пейджинговая связь просуществовала в городе до 2007—2008 годов.
- 1994 год — в городе появляются первые dial-up провайдеры (Дукс, Петерлинк, Петерстар), предоставляющие коммерческий доступ в Internet.
- 1995 год — запущена в коммерческую эксплуатацию GSM сеть «Северо-Западный GSM» (Мегафон).
- 1996 год — запущена вторая сеть GSM «FORA Communications» (ныне не существует).
- 2000 год — компания Вэб Плас начинает предоставлять Интернет по широкополосной технологии ADSL.
- 2000 год — компания MNS.ru подключила первого клиента домашней сети по выделенной технологии Ethernet.
- 2001 год — в город вышел третий GSM оператор МТС[18].
- 2003 год — появление операторов Билайн и TELE2.
- 2005 год — Скай Линк первым запускает 3G-сеть среди сотовых компаний.
- 2008 год — первую 4G сеть начал строить WiMax оператор Yota.
- 2008 год — Северо-Западный Телеком приступил к глобальной модернизации телефонных линий с медного кабеля на оптический PON.
- 2011 год — оборудование на городской телебашне модернизировано для цифрового эфирного вещания.
- 2012 год — проведена модернизация вышки «Алтай»[19].
- 2012 год — Мегафон и Yota запускают сеть 4G в стандарте LTE.
- 2013 год — появление шестого сотового оператора Ростелеком в стандарте 3G (UMTS).
- 2014 год — сотовые сети Ростелекома переданы под управление и бренд TELE2.
- 2015 год — TELE2 запускает 4G.
- 2019 год — Тестовая зона мобильной связи 5G запущена в Кронштадте.

## Торговля
Всего в Петербурге находится (данные на июнь 2020 год) — 1841 торговая точка (гипермаркет, супермаркет).

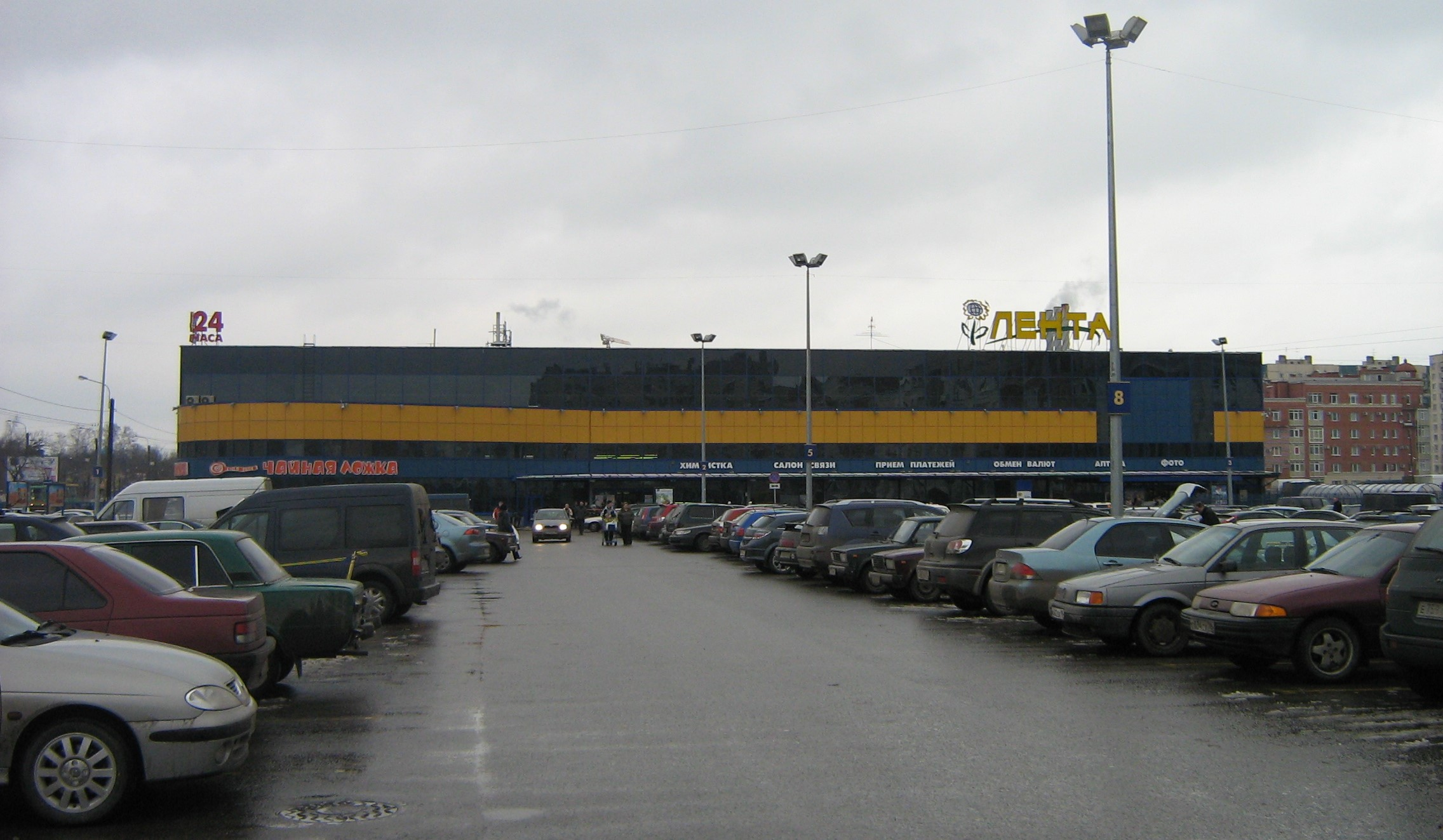
Лента-5 на Выборгском шоссе

### Количество торговых точек в регионе
Данные обновлены: сентябрь 2024 года.
| Название          | Число магазинов | Владелец                    |
| ----------------- | --------------- | --------------------------- |
| Пятёрочка         | 482             | «X5 Group»                  |
| Магнит            | 476             | АО «Тандер»                 |
| Дикси             | 292             | АО «Тандер»                 |
| Вкусвилл          | 288             | АО «Вкусвилл»               |
| Продукты Ермолино | 150             | АО «Инвест Альянс»          |
| Fixprice          | 149             | ООО «Бэст Прайс»            |
| Семишагофф        | 129             | ООО «ТК Прогресс»           |
| Перекрёсток       | 118             | «X5 Group»                  |
| Верный            | 83              | ООО «Союз Св. Иоанна Воина» |
| Лента             | 74              | МКПАО «Лента»               |
| Реалъ             | 47              | ООО "Торговый Дом «РеалЪ»   |
| Фасоль            | 38              | «METRO Group»               |
| Первым делом      | 31              | АО «Тандер»                 |
| О’Кей             | 20              | «О’кей групп»               |
| Монетка           | 18              | МКПАО «Лента»               |
| Светофор          | 13              | *                           |
| Азбука вкуса      | 10              | ООО «Городской супермаркет» |
| Ашан              | 6               | «Ассоциация семьи Мюлье»    |
| Metro             | 3               | «METRO Group»               |

### Строительные (DIY) и вещевые супермаркеты
Данные обновлены: сентябрь 2024 года.
| Название          | Число магазинов |
| ----------------- | --------------- |
| ВсеИнструменты.ру | 72              |
| Максидом          | 14              |
| Домовой           | 12              |
| Лемана ПРО        | 11              |
| Петрович          | 6               |
| СатурнСтройМаркет | 6               |
| OBI               | 3               |
| Вимос             | 3               |

### Бытовая техника и электроника
Данные обновлены: сентябрь 2024 года.
| Название  | Число магазинов |
| --------- | --------------- |
| DNS       | 82              |
| М-Видео   | 29              |
| Эльдорадо | 22              |
| Ситилинк  | 9 + 43 ПВЗ      |

### Рынки
- Гражданский
- Торжковский
- Юнона
- Хасанский
- Удельный

## Финансы
В городе действуют Санкт-Петербургская валютная биржа, товарная биржа «Санкт-Петербург», ПАО «Санкт-Петербургская биржа», Санкт-Петербургская международная товарно-сырьевая биржа.

В городе зарегистрирован 31 банк, в т. ч. (наиболее крупные): ВТБ, «Россия», «Санкт-Петербург», «Таврический», Балтийский банк, Балтинвестбанк), и представительства более 100 банков других регионов.

Банки ВТБ и Банк Санкт-Петербург имеют штаб-квартиру в Санкт-Петербурге.
В 2021г экономика города стабильно росла.

## Занятость
По данным Росстата, в среднем за февраль-апрель 2023-го года уровень безработицы (по методологии Международной организации труда) в Санкт-Петербурге составил 1,7 % от численности рабочей силы в возрасте от 15 лет и старше, что является самым низким  значением данного показателя среди субъектов Российской Федерации (СЗФО – 2,9 %, Москва – 2,0 %, РФ – 3,4 %).
С февраля по апрель 2023-го года уровень занятости населения Санкт-Петербурга в возрасте от 15 лет и старше составил 66,6 %, уровень участия в рабочей силе – 67,7 % (с февраля по апрель 2022-го года значения данных показателей составляли 67,3 % и 68,3% соответственно).
Общее количество занятых в экономике Санкт-Петербурга в среднем с февраля по апрель 2023-го года составило 3 203,2 тыс. чел. в возрасте от 15 лет и старше, что на 4,79 % больше, чем с февраля по апрель  2022-го года.
По данным Петростата, численность работников организаций (без субъектов малого предпринимательства) в марте 2023-го года составила 1 576,8 тыс. чел., что на 0,8% больше значения показателя марта 2022-го года.
В I квартале 2023-го года количество выбывших работников составило 114,1 тыс. чел., количество принятых – 119,4 тыс. чел. Количество работников, намеченных к высвобождению во II квартале 2023-го года, – 1 747 чел. (во II квартале 2022-го года – 1 752 чел.).
Средняя номинальная заработная плата одного работника, начисленная в марте 2023-го года, составила 91 936 руб. – на 3,1 % больше, чем в марте 2022-го года. Реальная средняя начисленная заработная плата (с поправкой на инфляцию) одного работника составила 100,1 % к уровню марта 2022-го года.

## Недвижимость
Жилой фонд составляет 110 млн м². На 1 жителя приходится 24 м² общей площади.
Широко представлена проектно-изыскательская деятельность (ЗАО «Институт Ленпромстройпроект», ОАО «Ленгидропроект»).
В 2021 ввод жилья составил ~3,463млн м² 1501 дом или 71673 квартир.